# غريفيث جونز
غريفيث جونز (بالإنجليزية: Griffith Jones)‏ هو ممثل بريطاني (وحمل سابقاً جنسية المملكة المتحدة لبريطانيا العظمى وأيرلندا)، ولد في 19 نوفمبر 1909 بلندن في المملكة المتحدة، وتوفي بنفس المكان في 30 يناير 2007.

## وصلات خارجية
- غريفيث جونز على موقع IMDb (الإنجليزية)
- غريفيث جونز على موقع قاعدة بيانات برودواي على الإنترنت (الإنجليزية)
- غريفيث جونز على موقع إن إن دي بي (الإنجليزية)
- غريفيث جونز على موقع قاعدة بيانات الفيلم (الإنجليزية)